# Shahrestān di Eqlid
Lo shahrestān di Eqlid (farsi شهرستان اقلید) è uno dei 29 shahrestān della provincia di Fars, in Iran. Il capoluogo è Eqlid. Lo shahrestān è suddiviso in 3 circoscrizioni (bakhsh): 
- Centrale (بخش مرکزی)
- Sadeh (بخش سده)
- Hasan Abad (بخش حسن‌آباد)